# نائب رئيس الصومال
نائب رئيس الصومال هو منصب سياسي سابق في الصومال، استُخدم في الفترة ما بين 1969 و1993، وتُخطط الحكومة الصومالية الفيدرالية لإعادة إنشاء المنصب في عام 2024، حيث صادق البرلمان بغرفتيه الشيوخ والشعب على تعديل أربعة مواد من الدستور ويخطط لبحث تعديل مواد أخرى.

## نواب رئيس جمهورية الصومال الديمقراطية 1969-1991
خضعت عملية تعيين نواب الرئيس في جمهورية الصومال الديمقراطية بناء على تقدير الرئيس الصومالي محمد سياد بري، وفيما يلي قائمة نواب الرئيس.
| المنصب               | الصورة | الاسم                        | بداية الفترة | نهاية الفترة | ملاحظات           |
| -------------------- | ------ | ---------------------------- | ------------ | ------------ | ----------------- |
| النائب الأول للرئيس  |        | جامع علي قورشيل              | أكتوبر 1969  | أبريل 1970   |                   |
| النائب الثاني للرئيس |        | محمد عينانشي [الإنجليزية]    | أكتوبر 1969  | مايو 1971    |                   |
| النائب الأول للرئيس  |        | محمد علي سمتر                | أغسطس 1971   | ديسمبر 1990  | [ 7 ] [ 8 ] [ 9 ] |
| النائب الثاني للرئيس |        | حسين كلمي أفرح               | 1972         | يناير 1990   | [ 7 ] [ 8 ]       |
| النائب الثالث للرئيس |        | إسماعيل أبوبكر [الإنجليزية]  | 1971         | 1982         | [ 8 ]             |
| النائب الثاني للرئيس |        | أحمد محمود فارح [الإنجليزية] | يناير 1990   | يناير 1991   | [ 10 ] [ 11 ]     |

## نواب رئيس الحكومة المؤقتة 1991-1993
فيما يلي قائمة بأسماء نواب رئيس الحكومة الصومالية المؤقتة [الإنجليزية] علي مهدي محمد.
| المنصب               | الاسم          | بداية الفترة | نهاية الفترة | ملاحظات       |
| -------------------- | -------------- | ------------ | ------------ | ------------- |
| النائب الأول للرئيس  | عبد القادر آدم | أغسطس 1991   | يناير 1993   | [ 12 ] [ 13 ] |
| النائب الثاني للرئيس | عمر معلم       | أغسطس 1991   | يناير 1993   | [ 11 ] [ 13 ] |